# Пиетрени (Валча)
Пиетрени (рум. Pietreni) насеље је у Румунији у округу Валча у општини Костешти. Oпштина се налази на надморској висини од 534 m.

## Становништво
Према подацима из 2002. године у насељу је живело 636 становника, од којих су сви румунске националности.